# Giulio Cacciandra
 (juin 2023).
Giulio Cacciandra (né le 15 juillet 1884 à Alexandrie, mort le 28 janvier 1971 dans la même ville) cavalier italien de saut d'obstacles et de concours complet.

## Carrière
Giulio Cacciandra est un général de cavalerie.
Aux Jeux olympiques de 1920 à Anvers, Cacciandra remporte une médaille d'argent, sur le cheval Facetto, avec l'équipe italienne dans le concours complet par équipe (avec Ettore Caffaratti et Garibaldi Spighi) et une médaille de bronze, sur Fortunello, avec l'équipe de saut d'obstacles par équipe (avec Ettore Caffaratti, Alessandro Alvisi et Carlo Asinari).
Il fonde plus tard la Società Ippica, une école d'équitation à Alexandrie.